# Pheraspis harmonica
Pheraspis harmonica är en fjärilsart som beskrevs av Turner 1926. Pheraspis harmonica ingår i släktet Pheraspis och familjen tandspinnare. Inga underarter finns listade i Catalogue of Life.